# Stallo (folclore)

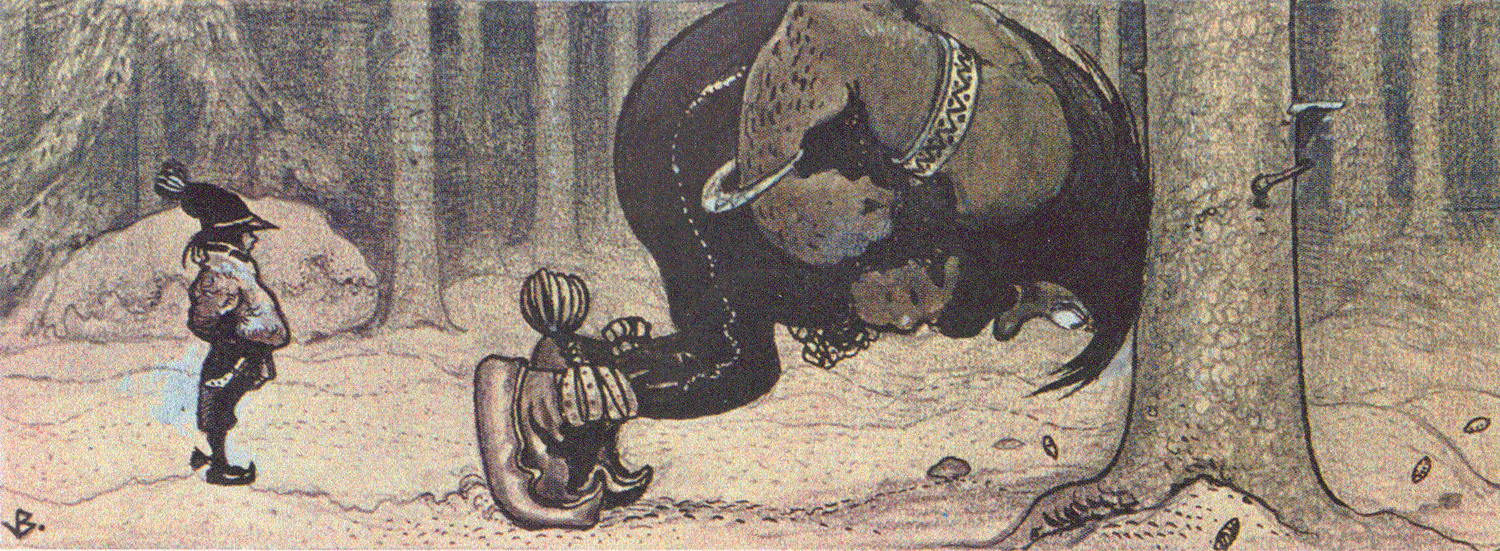
Uno stallo in un'illustrazione di John Bauer

Stallo, o stalo (anche stállu e stállo), è il nome di un personaggio tipico del folclore dei Sami o Lapponi.
A tale figura folclorica, di valenza non benigna, il popolo dei Sami ha associato anche i propri nemici.

## Caratteristiche
Raffigurato come un orco gigantesco o come uno stregone, le narrazioni tradizionali e fiabesche descrivono lo stallo come un mangiatore di uomini, ma anche che sia piuttosto sciocco.
Ha poteri magici e soprannaturali che gli consentono di assumere varie sembianze, trasformandosi in piante, animali, ecc., forme con le quali attira i Sami in trappole.

## Origini
Lo stallo viene associato ad altre figure del folclore nordico come i troll e i giganti.

## Fonti letterarie
Il termine stallo è attestato per la prima volta nel Lexicon Lapponicum (XVIII secolo).